# Partimbalan
Partimbalan is een bestuurslaag in het regentschap Simalungun van de provincie Noord-Sumatra, Indonesië. Partimbalan telt 3460 inwoners (volkstelling 2010).